# Пока ты спишь (телесериал, 2017)
«Пока ты спишь» (англ. While You Were Sleeping, кор. 당신이 잠든 사이에, Dangshini Jamdeun Saie) — южнокорейский телевизионный сериал 2017 года. В главных ролях снялись Ли Чон Сок, Пэ Сьюзи, Чон Хэ Ин, Ли Сан Ёп. Он транслировался на SBS с 27 сентября по 16 ноября 2017 года по средам и четвергам. Всего телесериал содержит 32 серии, длительностью по полчаса.

## Сюжет
Нам Хон Джу (Пэ Сьюзи) живёт со своей матерью и помогает ей в их ресторанчике. Она обладает сверхъестественными способностями: во снах она может видеть будущее других людей. В большинстве случаев она видит чужие смерти. В своем первом видении она увидела смерть своего отца, но она не смогла его спасти.
В дом напротив дома Нам Хон Джу въезжают молодой прокурор Чон Чжэ Чхан (Ли Джон Сок) и его младший брат Сын Вон (Син Дже Ха). В прокуратуре Чжэ Чхан сталкивается с бывшим прокурором Ли Ю Бомом (Ли Сан Ёп). Ю Бом был его частным репетитором в средней школе, но один инцидент привел к вражде между ними. Ли Ю Бом теперь работает адвокатом и берет на себя все дела, которые приносят ему деньги. Он также состоит в отношениях с Нам Хон Джу.
Ряд событий сталкивают Хон Джу и Чже Чхана и заставляют их работать вместе, предотвращая сны Хон Джу.

## В ролях
| Актер                       | Роль                                                                 |
| Главные актеры              | Главные актеры                                                       |
| --------------------------- | -------------------------------------------------------------------- |
| Ли Чон Сок                  | Чон Чжэ Чхан, прокурор                                               |
| Пэ Сьюзи                    | Нам Хон Джу, девушка, которая видит чужое будущее                    |
| Чон Хэ Ин                   | Хан У Так, офицер полиции                                            |
| Ли Сан Ёп                   | Ли Ю Бом, адвокат                                                    |
| Сотрудники прокуратуры      |                                                                      |
| Пак Чжин Чжу                | Мун Хян Ми, ассистент прокурора в команде Чже Чхана                  |
| Сон Сан                     | Мин Джин Ха, секретарь главного прокурора                            |
| Ким Вон Хэ                  | Чо Дам Дон, следователь в команде Чжэ Чхана, брат сбежавшего солдата |
| Мин Сон Ук                  | прокурор Ли Джи Гван                                                 |
| Пэ Хе Сон                   | прокурор Сон Ву Джу                                                  |
| Го Сон Хи                   | прокурор Син Хи Мин                                                  |
| Ли Ки Ён                    | главный прокурор Пак Дэ Ян                                           |
| Родственники главных героев |                                                                      |
| Син Дже Ха                  | Сын Вон, младший брат Чжэ Чхана                                      |
| Ли Чон Ын                   | мать Джэ Чхана                                                       |
| Чан Хён Сон                 | отец Чжэ Чхана                                                       |
| Чхве Вон Ён                 | отец Хон Джу                                                         |
| Хван Ён Хи                  | Юн Мун Сан, мама Хон Джу                                             |
| Отдел полиции и репортеры   |                                                                      |
| Ли Ю Джун                   | О Кун Хан, офицер полиции, работает с У Таком                        |
| О Ый Сик                    | репортер SBC                                                         |
| Пё Йе Чжин                  | Ча Йо Джанг, офицер полиции                                          |
| Эпизодичные герои           |                                                                      |
| Ким Со Хён                  | Пак Со Ён, подруга младшего брата Чже Чана                           |
| Ом Хё Соп                   | Пак Джун Мо, отец Пак Со Ён                                          |
| Чан Со Ён                   | мать Со Ён                                                           |
| Кан Ги Ён                   | Кан Дэ Хи, убийца из ресторана курочки                               |
| Ким Да Йе                   | Кан Чо Хи, сестра Кан Дэ Хи                                          |
| Син Ын Чжон                 | Ким Джу Ён, помощник главного судьи в деле Кан Дэ Хи                 |
| Сон Пён Хо                  | Мун Тхэ Мин, писатель                                                |
| Пэк Сон Хён                 | До Ха Гён, друг Хан У Така                                           |
| Чха Чон Вон                 | Ю Су Гён, лучница                                                    |
| Чон Гук Хван                | Ю Ман Хо, отец лучницы                                               |
| Ли Ын У                     | Ха Джу Ан, убийца из больницы                                        |
| Ли Чжэ Вон                  | друг Ха Джу Ан                                                       |
| Хон Кён                     | младший брат Чо Дам Дона, сбежавший солдат                           |

## Съемки
Режиссером сериала был О Чун Хван. Его можно узнать также по следующим работам: «Человек со звезды», «Доктора», «Она видит запахи».
Это второе сотрудничество между певицей-актрисой Пэ Сьюзи и сценаристом Пак Хе Рён после их совместной работы в сериале 2011 года «Одержимые мечтой». Это также в третий раз, когда Пак Хе Рён и Ли Чон Сок вместе работали после таких проектов как: Я слышу твой голос и Пиноккио.
Первое чтение сценария состоялось 20 января 2017 года в Мокдонге, Сеул, Южная Корея.
Съемки начались в феврале 2017 года, а Ли Чон Сок присоединился к съемкам 2 марта. Съемки завершены 27 июля в Wonbang, находящемся в Пхаджу.

## Саундтреки
| №  | Название                                       | Исполнители           | Длительности |
| -- | ---------------------------------------------- | --------------------- | ------------ |
| 1  | «When Night Falls» (긴 밤이 오면)              | Eddy Kim              | 3:48         |
| 2  | «It’s You»                                     | Henry                 | 3:51         |
| 3  | «You Belong to My World» (좋겠다)              | Roy Kim               | 3:38         |
| 4  | «I Love You Boy»                               | Пэ Су Джи             | 4:30         |
| 5  | «While You Were Sleeping» (당신이 잠든 사이에) | Различные исполнители | 03:22        |
| 6  | «Your World» (너의 세상)                       | Различные исполнители | 03:37        |
| 7  | «Lucid Dream» (자각몽)                         | Различные исполнители | 03:41        |
| 8  | «When The Nightmares Started»                  | Различные исполнители | 03:11        |
| 9  | «Awesome Cute»                                 | Различные исполнители | 1:56         |
| 10 | «Rememberable»                                 | Различные исполнители | 02:26        |
| 11 | «Spirit of Fire»                               | Различные исполнители | 01:56        |

| №  | Название                                      | Исполнители           | Длительности |
| -- | --------------------------------------------- | --------------------- | ------------ |
| 1  | «I Miss You Today Too» (오늘도 그리워 그리워) | Davichi               | 03:22        |
| 2  | «Maze» (미로)                                 | Kim Na-young          | 03:31        |
| 3  | «Come To Me» (내게 와)                        | Ли Чон Сок            | 03:21        |
| 4  | «I’ll Tell You» (말할게)                      | Jang Da-bin           | 03:59        |
| 5  | «IF»                                          | Jung Joon-il          | 03:46        |
| 6  | «Would You Know» (그대는 알까요)              | Lee Jong-suk          | 03:19        |
| 7  | «Words I Want To Hear» (듣고 싶은 말)         | Bae Suzy              | 03:27        |
| 8  | «Traveler»                                    | Различные исполнители | 01:46        |
| 9  | «Cat Walk»                                    | Различные исполнители | 01:01        |
| 10 | «Stupid»                                      | Различные исполнители | 01:31        |
| 11 | «Touch Me In My Dream»                        | Различные исполнители | 03:21        |

### Позиции и продажи дисков
| Наименование             | Год  | Позиции в GAON | Продажи      |
| ------------------------ | ---- | -------------- | ------------ |
| «When Night Falls»       | 2017 | 34             | KOR: 93,842  |
| «It’s You»               | 2017 | 54             | KOR: 45,899  |
| «You Belong to My World» | 2017 | 20             | KOR: 122,498 |
| «I Love You Boy»         | 2017 | 13             | KOR: 135,855 |
| «I Miss You Today Too»   | 2017 | 20             | KOR: 118,445 |
| «Maze»                   | 2017 | 31             | KOR: 58,717  |
| «IF»                     | 2017 | 33             | KOR: 27,584  |
| «Words I Want To Hear»   |      | 30             | KOR: 65,806+ |

## Рейтинги
- В приведенной ниже таблице синие цифры представляют самые низкие оценки, а красные цифры самые высокие оценки.
- NR означает, что драма не попала в топ-20 ежедневных программ на эту дату

| № эпизода | Date              | Title                                                                     | Средняя доля аудитории | Средняя доля аудитории         | Средняя доля аудитории | Средняя доля аудитории         |
| № эпизода | Date              | Title                                                                     | Рейтинги TNmS          | Рейтинги TNmS                  | Рейтинги AGB           | Рейтинги AGB                   |
| № эпизода | Date              | Title                                                                     | Общенациональный       | Сеульская национальная столица | Общенациональный       | Сеульская национальная столица |
| --------- | ----------------- | ------------------------------------------------------------------------- | ---------------------- | ------------------------------ | ---------------------- | ------------------------------ |
| 1         | Сентябрь 27, 2017 | Пока ты спишь (당신이 잠든 사이에)                                        | 8.2 % (16th)           | 9.1 % (9th)                    | 7.2 % (19th)           | 8.1 % (12th)                   |
| 2         | Сентябрь 27, 2017 | Пока ты спишь (당신이 잠든 사이에)                                        | 9.4 % (14th)           | 10.8 % (8th)                   | 9.2 % (10th)           | 10.4 % (6th)                   |
| 3         | Сентябрь 28, 2017 | Хороший парень, плохой парень и странная женщина (좋은놈 나쁜놈 이상한놈) | 8.0 % (17th)           | 8.7 % (11th)                   | 8.3 % (16th)           | 9.8 % (10th)                   |
| 4         | Сентябрь 28, 2017 | Хороший парень, плохой парень и странная женщина (좋은놈 나쁜놈 이상한놈) | 9.3 % (10th)           | 10.2 % (9th)                   | 9.2 % (12th)           | 10.9 % (8th)                   |
| 5         | Октябрь 4, 2017   | Тайно и важно (은밀하게 위대하게)                                         | 5.0% (NR)              | 5.2% (18th)                    | 5.1% (NR)              | 5.6% (17th)                    |
| 6         | Октябрь 4, 2017   | Тайно и важно (은밀하게 위대하게)                                         | 5.5 % (19th)           | 5.7 % (14th)                   | 6.1 % (11th)           | 7.0 % (7th)                    |
| 7         | Октябрь 5, 2017   | Немного хороших парней (어 퓨 굿 맨)                                      | 8.3 % (13th)           | 8.2 % (11th)                   | 7.9 % (14th)           | 8.2 % (10th)                   |
| 8         | Октябрь 5, 2017   | Немного хороших парней (어 퓨 굿 맨)                                      | 9.6% (7th)             | 9.9 % (3rd)                    | 8.9 % (9th)            | 9.6 % (6th)                    |
| 9         | Октябрь 11, 2017  | Не доверяй ей (그녀를 믿지 마세요)                                        | 7.8 % (17th)           | 9.3 % (10th)                   | 8.1 % (13th)           | 10.0 % (7th)                   |
| 10        | Октябрь 11, 2017  | Не доверяй ей (그녀를 믿지 마세요)                                        | 8.9 % (15th)           | 10.2 % (8th)                   | 9.4 % (8th)            | 11.5 % (5th)                   |
| 11        | Октябрь 12, 2017  | Город слепых (눈먼자들의 도시)                                            | 7.5 % (18th)           | 7.8 % (13th)                   | 8.9 % (12th)           | 10.3 % (8th)                   |
| 12        | Октябрь 12, 2017  | Город слепых (눈먼자들의 도시)                                            | 8.5 % (12th)           | 8.9 % (8th)                    | 9.7 % (8th)            | 11.8% (6th)                    |
| 13        | Октябрь 18, 2017  | Секрет который нельзя раскрывать (말할수 없는 비밀)                       | 7.6 % (18th)           | 9.5 % (8th)                    | 8.6 % (8th)            | 9.5 % (6th)                    |
| 14        | Октябрь 18, 2017  | Секрет который нельзя раскрывать (말할수 없는 비밀)                       | 9.1 % (10th)           | 11.4% (6th)                    | 10.0% (5th)            | 11.3 % (4th)                   |
| 15        | Октябрь 19, 2017  | Гордость и предубеждение (오만과 편견)                                    | 7.1 % (NR)             | 7.7 % (18th)                   | 7.9 % (16th)           | 8.9 % (11th)                   |
| 16        | Октябрь 19, 2017  | Гордость и предубеждение (오만과 편견)                                    | 8.0 % (18th)           | 8.9 % (11th)                   | 8.9 % (11th)           | 9.9 % (8th)                    |
| 17        | Октябрь 25, 2017  | Необычный подозреваемый (유주얼 서스펙트)                                 | 7.7 % (15th)           | 8.1 % (12th)                   | 7.8 % (16th)           | 7.9 % (10th)                   |
| 18        | Октябрь 25, 2017  | Необычный подозреваемый (유주얼 서스펙트)                                 | 8.8 % (12th)           | 9.7 % (8th)                    | 8.9 % (7th)            | 10.0 % (4th)                   |
| 19        | Октябрь 26, 2017  | Парень встречает девушку (소년, 소녀 만나다)                              | 6.5 % (NR)             | 7.0 % (15th)                   | 8.3 % (12th)           | 9.6 % (8th)                    |
| 20        | Октябрь 26, 2017  | Парень встречает девушку (소년, 소녀 만나다)                              | 7.4 % (18th)           | 8.7 % (8th)                    | 8.9 % (8th)            | 10.3 % (6th)                   |
| 21        | Ноябрь 1, 2017    | Умереть или стать плохим (죽거나 혹은 나쁘거나)                           | 6.5 % (16th)           | 7.6 % (11th)                   | 6.9 % (13th)           | 7.9 % (9th)                    |
| 22        | Ноябрь 1, 2017    | Умереть или стать плохим (죽거나 혹은 나쁘거나)                           | 7.6 % (11th)           | 8.9 % (6th)                    | 8.4 % (7th)            | 9.7 % (5th)                    |
| 23        | Ноябрь 2, 2017    | На небесах только и говорят что о море (노킹온 헤븐스 도어)               | 7.0 % (18th)           | 7.1 % (16th)                   | 7.3 % (17th)           | 8.3 % (13th)                   |
| 24        | Ноябрь 2, 2017    | На небесах только и говорят что о море (노킹온 헤븐스 도어)               | 8.2 % (14th)           | 9.0 % (7th)                    | 8.6 % (9th)            | 9.9 % (7th)                    |
| 25        | Ноябрь 8, 2017    | На пути к нашей встречи (지금 만나러 갑니다)                              | 5.7 % (NR)             | 7.2 % (18th)                   | 6.8 % (17th)           | 8.2 % (9th)                    |
| 26        | Ноябрь 8, 2017    | На пути к нашей встречи (지금 만나러 갑니다)                              | 6.8 % (19th)           | 8.4 % (11th)                   | 8.6 % (7th)            | 10.0 % (6th)                   |
| 27        | Ноябрь 9, 2017    | Поймай меня, если сможешь (캐치미 이프유캔)                               | 7.7 % (18th)           | 9.3 % (9th)                    | 7.7 % (12th)           | 8.9 % (9th)                    |
| 28        | Ноябрь 9, 2017    | Поймай меня, если сможешь (캐치미 이프유캔)                               | 8.7 % (14th)           | 10.1 % (7th)                   | 9.6 % (8th)            | 11.3 % (5th)                   |
| 29        | Ноябрь 15, 2017   | Останься со мной (스탠 바이 미)                                           | 7.2 % (16th)           | 8.1 % (9th)                    | 8.1 % (8th)            | 9.3 % (6th)                    |
| 30        | Ноябрь 15, 2017   | Останься со мной (스탠 바이 미)                                           | 8.7 % (10th)           | 10.0 % (6th)                   | 9.6 % (7th)            | 11.0 % (5th)                   |
| 31        | Ноябрь 16, 2017   | Прощай, мой друг (굿 바이 마이 프랜드)                                    | 7.6 % (16th)           | 8.6 % (10th)                   | 8.7 % (11th)           | 10.0 % (7th)                   |
| 32        | Ноябрь 16, 2017   | Прощай, мой друг (굿 바이 마이 프랜드)                                    | 8.7 % (13th)           | 9.5 % (6th)                    | 9.7 % (7th)            | 10.9 % (5th)                   |
| Среднее   | Среднее           | Среднее                                                                   | 7.7 %                  | 8.7 %                          | 8.3 %                  | 9.5 %                          |

## Награды и номинации
| Награды и номинации | Награды и номинации     | Награды и номинации         | Награды и номинации          | Награды и номинации | Награды и номинации |
| Награда             | Год                     | Категория                   | Номинант                     | Результат           | Прим.               |
| ------------------- | ----------------------- | --------------------------- | ---------------------------- | ------------------- | ------------------- |
| 2017                | Asia Artist Awards      | Премия звезда Азии, Актриса | Пэ Су Джи                    | Победа              | [ 19 ]              |
| 2017                | Mnet Asian Music Awards | Лучший саундтрек            | Пэ Су Джи — «I Love You Boy» | Номинация           | [ 20 ]              |